# Pseudo-Hekataios I
Pseudo-Hekataios I  (auch Pseudo-Hecataeus I) ist ein unter dem Namen des Hekataios von Abdera in griechischer Sprache gefertigter Text, der wahrscheinlich um 100 v. Chr. als Pseudowerk verfasst wurde. Flavius Josephus bezog sich in seinem Werk Über die Ursprünglichkeit des Judentums in Buch 1 (183–205, 213–214) auf den vermeintlich nichtjüdischen Text, um ihn als „Zeugen“ für das Alter und den Vorzug des Judentums zu präsentieren.

## Charakter des Textes
Der Sprachstil schließt eine Urheberschaft des Hektaeos von Abdera und des Flavius Josephus aus. Das Werk stammt vermutlich von einem altägyptischen Diaspora-Juden, der den Versuch unternahm, das jüdische Volk aus dem nichtjüdischen Blickwinkel zu beschreiben. Die Schrift vermittelt den Eindruck, dass die inhaltlichen Ausführungen als jüdisches Selbstbildnis verstanden werden sollten. Einige Historiker vermuten den Einbau von originalen hellenistischen Quellen. Das Werk Pseudo-Hekataios I besitzt den Charakter eines „innerjüdischen Amüsements mit ernstem Anliegen“ und kann daher in das Genre der „Unterhaltungsliteratur mit innerjüdischem Hintergrund“ eingestuft werden.
Bezalel Bar-Kochva nimmt an, dass die Schrift Pseudo-Hekataios I als literarische Antwort auf die antijüdischen Aussagen des Lysimachos folgte, der seine polemischen antijüdischen Berichte wohl aufgrund der projüdischen Politik von Kleopatra III. († 101 v. Chr.) verfasste. Bei den Ausführungen in Pseudo-Hekataios I handelt es sich daher um eine Fiktion, die für eine bestimmte Leserzielgruppe geschrieben wurde.

## Textzeuge des Flavius Josephus
Flavius Josephus verwendete in seinem Werk Über die Ursprünglichkeit des Judentums die Inhalte der Schrift Pseudo-Hekataios I für die Darstellung von biblischen Themen wie beispielsweise Mose, Auszug aus Ägypten oder das babylonische Exil. Bezalel Bar-Kochva und Folker Siegert bewerten die Ausführungen in Buch 1, 201–204 dahingehend, dass der dortige Bericht von falschen Ansichten ausgeht.
Dass es sich bei Pseudo-Hekataios I um ein Pseudowerk handelte, war Flavius Josephus sicherlich bekannt. Er erwähnte seine Erkenntnisse jedoch nicht, da Flavius Josephus den Versuch unternahm, einen nichtjüdischen Textzeugen für seine eigenen Berichte anzuführen. Folker Siegert beschreibt das Vorgehen von Flavius Josephus als „fragwürdiges Verfahren“ und stellt hierzu die Frage: „Für wie dumm hält Flavius Josephus sein Auditorium?“.